# Skandia
Skandia es una empresa aseguradora de Suecia que inició sus actividades en 1855. La empresa opera en Europa, Latinoamérica, Asia y Australia. Skandia también opera un banco por internet denominado Skandiabanken.
En 2003 las operaciones en Norteamérica, American Skandia, fueron adquiridas por Prudential Financial. El CEO de American Skandia, Wade Dokken se asoció con Goldman Sachs y vendió la división a Prudential Financial por $1.200 millones.
Skandia es uno de los principales operadores mundiales en soluciones a largo plazo de ahorros e inversiones. La mayor división de Skandia, en términos de negocios y beneficio, corresponde al Reino Unido que lanzó en 1979. La sede en Reino Unido se encuentra en Southampton (Skandia House).
En 2005 el grupo de servicios financieros sudafricano/británico Old Mutual lanzó una oferta para la adquisición de Skandia de $6500 millones, que encontró en un principio con la resistencia de algunos accionistas y directores del consejo de administración. El 3 de febrero de 2006, Old Mutual completó la adquisición de Skandia, que subsecuentemente fue retirada de las bolsas de Estocolmo y Londres.

### Skandia Colombia
En 1953 Skandia, uno de los grupos suecos más importantes en el mercado de seguros, abre sus operaciones en Colombia con Skandia Seguros de Vida S.A. consolidándose como una de las empresas de seguros más sólida y valorada del país.
Old Mutual llegó a Colombia en el 2006, cuando la sudafricana adquirió las operaciones que tenía el Grupo Skandia en la región, empezando a operar formalmente bajo la marca en 2014. 
Gracias al buen manejo de la compañía, con un crecimiento constante y sostenido que privilegia los intereses de sus clientes, en 2019, se concluye de manera exitosa el regreso paulatino de la marca Skandia con el cierre de la transacción de compra de la totalidad de la operación en Latinoamérica, por la compañía CMIG International de Singapur, bajo la aprobación de la Superintendencia Financiera de Colombia.
Skandia en Colombia cuenta con un equipo de expertos, con alta experiencia en el manejo de inversiones nacionales e internacionales, encargados de administrar el dinero de inversionistas, para que alcancen sus objetivos.